# ScanRail
ScanRail bezeichnete eine Fahrkarte, die die unbegrenzte Nutzung von Zügen in allen skandinavischen Ländern (Norwegen, Schweden, Finnland und Dänemark) innerhalb einer bestimmten Anzahl an Tagen zu einem Pauschalpreis ermöglichte. Das Angebot der ScanRail-Fahrkarte wurde mit Beginn des Jahres 2008 eingestellt, der letzte Verkauf erfolgte am 31. Dezember 2007.
Beim Kauf des Scanrail-Passes konnte zwischen verschiedenen Varianten gewählt werden. Zum einen stand der „Flexi-Pass“ zur Verfügung, der wahlweise an fünf, acht oder zehn innerhalb von zwei Monaten beliebig wählbaren Tagen galt, zum anderen konnte der „Consecutive-Pass“ gewählt werden, der an 22 aufeinanderfolgenden Tagen galt. Neben der freien Benutzung von Zügen in den genannten Ländern, wobei Aufpreise für bestimmte Züge oder Verbindungen sowie Reservierungen zusätzlich gezahlt werden mussten, berechtigte der Scanrail-Pass zu Ermäßigungen im skandinavischen Fernbusverkehr, auf bestimmten Privatbahn- und Fährverbindungen sowie in ausgewählten Museen.
Bis zu seiner Abschaffung im Jahre 2008 galt das ScanRail-Ticket als Alternative zum InterRail-Ticket und ermöglichte kostengünstiges Reisen durch die skandinavischen Länder. Die Preise für die Pässe waren nach Alter des Reisenden gestaffelt.